# 허버트 러들리

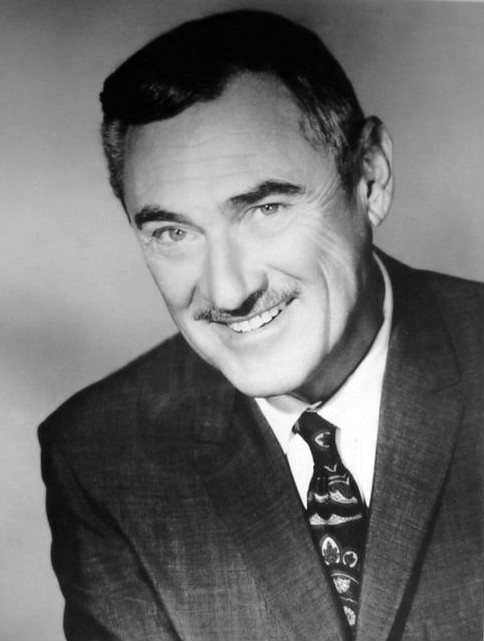

허버트 러들리(Herbert Rudley, 1910년 3월 22일 ~ 2006년 9월 9일)는 미국의 배우, 텔레비전 배우, 연극 배우, 영화배우이다.
필라델피아에서 태어났으며 로스앤젤레스에서 사망하였다. 사인은 심근 경색이다.

## 영화
- 개구쟁이 데니스 - 메이데이 포 마더 (1981년)
- 달라스 (1978년)
- 폴로우 댓 드림 (1962년)
- 사랑의 흔적 (1959년)
- 선셋 77번가 (1958년)
- 젊은 사자들 (1958년)
- 브라바도스 (1958년)
- 페리 메이슨 (1957년)
- 코트 제스터 (1956년)
- 딜론 보안관 (1955년)
- 아티스트 & 모델 (1955년)
- 은배 (1954년)
- 워크 인 더 선 (1945년) - Sgt. 에디 포터 역
- 랩소디 인 블루 (1945년)
- 세븐스 크로스 (1944년) - 프랜즈 마넷 역